# Karl-Heinz Schirmer
Karl-Heinz Schirmer (* 22. Januar 1926 in Stendal) ist ein deutscher Germanist.

## Leben
Nach der Promotion zum Dr. phil. 1954 in Greifswald und der Habilitation an der Universität Hamburg war Schirmer dort von 1966 bis 1971 Privatdozent für Deutsche, besonders ältere deutsche Philologie und von 1971 bis 1973 wissenschaftlicher Rat. Ab 1974 war er Professor für Deutsche, besonders ältere deutsche Philologie an der Universität Kiel.